# 7. podmorniška flotilja (Wehrmacht)
Za druge 7. flotilje glejte 7. flotilja.
7. podmorniška flotilja je bila podmorniška flotilja v sestavi Kriegsmarine med drugo svetovno vojno.

## Baze
- junij 1938 - september 1940: Kiel
- september 1940 - maj 1941: Kiel  / St. Nazaire
- junij 1941 - maj 1945: St. Nazaire

## Podmornice
Razredi podmornic
- VIIB, VIIC, VIIC41 in UA

Seznam podmornic
- U-45, U-46, U-47, U-48, U-49, U-50, U-51, U-52, U-53, U-54, U-55, U-69, U-70, U-71, U-73, U-74, U-75, U-76, U-77, U-88, U-93, U-94, U-95, U-96, U-97, U-98, U-99, U-100, U-101, U-102, U-133, U-135, U-207, U-221, U-224, U-227, U-255, U-265, U-266, U-267, U-274, U-278, U-281, U-285, U-300, U-303, U-310, U-338, U-342, U-358, U-359, U-364, U-381, U-382, U-387, U-390, U-397, U-403, U-406, U-410, U-427, U-434, U-436, U-442, U-448, U-449, U-453, U-454, U-455, U-551, U-552, U-553, U-567, U-575, U-576, U-577, U-578, U-581, U-593, U-594, U-602, U-607, U-617, U-618, U-624, U-641, U-647, U-650, U-662, U-667, U-678, U-702, U-704, U-707, U-708, U-710, U-714, U-751, U-765, U-962, U-969, U-974, U-976, U-980, U-985, U-988, U-994, U-1004, U-1191, U-1192, U-UA

## Poveljstvo
Poveljnik
- Kapitan korvete Ernst Sobe (junij 1938 - december 1939)
- Kapitan korvete Hans-Rudolf Rösing (januar 1940 - maj 1940)
- Kapitanporočnik (od septembra 1940 Kapitan korvete) Herbert Sohler (maj 1940 - februar 1944)
- Kapitan korvete Adolf Piening (marec 1944 - maj 1945)